# Albano Fioraso Chau
Albano Fioraso Chau fue un profesor de Castellano, adherente del Movimiento de Izquierda Revolucionaria (MIR) y detenido desaparecido durante la dictadura militar de Chile. Tenía 28 años al momento de su detención. Su nombre forma parte de la Operación Colombo.

## Un profesor es detenido
Albano Fioraso Chau, profesor de Castellano del Instituto INCACEA y de un Liceo Industrial, vinculado al MIR, fue detenido el 17 de junio de 1974, cerca de su casa ubicada en calle Maruri en el barrio Independencia, junto a su amigo Francisco Javier Urbina Soto. Los aprehensores fueron dos Carabineros. Los trasladaron a la 9.º Comisaría de Carabineros. Al día siguiente llegaron unos civiles que procedieron a sacar a Albano Fioraso al patio y junto con expresarle que hacía tiempo lo buscaban, comenzaron a golpearlo. Francisco Urbina fue dejado en libertad. La madre de Albano, María Inés Chau, concurrió al día siguiente de la detención hasta la 9.º Comisaría, pudiendo ver cuando los jóvenes eran traídos de vuelta del chequeo médico, ocasión en que le dijeron que volviera en la tarde. Ella volvió y se le manifestó que su hijo había sido entregado a las 14 horas al Servicio de Inteligencia Militar (SIM). Nunca más se tuvo noticias de él.

## Operación Colombo
En julio de 1975 el nombre de Albano Fioraso Chau apareció incluido en una nómina de 119 chilenos muertos en Argentina, según una noticia publicada en el periódico brasileño O'DIA y la revista argentina LEA, lo que fue ampliamente publicitado por los medios de prensa chilenos. Algunas muertes habrían ocurrido en enfrentamientos con efectivos de seguridad argentinos en tanto otras habían sido producto de rencillas internas del MIR. Tanto las autoridades argentinas como brasileñas informaron a los Tribunales chilenos desconocer estos supuestos enfrentamientos, como también la existencia de estas publicaciones, las que sólo fueron editadas en esa única oportunidad y con el solo objeto de dar a conocer esta falsedad. Las autoridades de la dictadura militar chileno debieron posteriormente reconocer que no había constancia de estas muertes y que las víctimas mencionadas no registraban salida del país. Todos los que componían estas nóminas eran personas que habían sido detenidas por efectivos de seguridad chilenos, y se encuentran desaparecidas al igual que Albano Fioraso Chau. Todos permanecen hasta hoy desaparecidos. Albano fue parte del listado de 119 chilenos que son aparecieron en el montaje comunicacional denominado Operación Colombo.

## Proceso judicial en dictadura
Familiares de Albano Fioraso Chau, interpusieron el 24 de junio de 1974 un recurso de amparo ante la Corte de Apelaciones de Santiago, rol 633 74, al que se acumuló otro presentado días después, el 28 de junio. El Ministerio del Interior informó a la Corte que el afectado no se encontraba detenido por orden de alguna autoridad administrativa y se desconocían antecedentes respecto de su paradero. La Prefectura General de Carabineros informó a la Corte que el afectado había sido detenido el 17 de junio de 1979 en la 9a. Comisaría, pero que había sido liberado al día siguiente a las 15:15 horas. El 26 de marzo de 1975, nueve meses después que fuera presentado, se rechazó el amparo y se ordenó remitir los antecedentes al Juzgado del Crimen correspondiente para que se investigaran los hechos denunciados. El 1.º de abril de 1975 se dio inicio en el 3.er. Juzgado del Crimen de Santiago la causa rol 117.862, por presunta desgracia de Albano Fioraso Chau. El 28 de febrero de 1976 se ordenó el cierre del sumario y se dictó sobreseimiento temporal de la causa, por no encontrarse acreditado el delito. El 4 de marzo de ese año, la Corte de Apelaciones de Santiago aprobó este sobreseimiento. Dos meses después, la causa continuó tramitándola el ministro en Visita Servando Jordán, nominado para investigar los procesos por desaparición de personas. El 19 de diciembre de 1979, el Ministro Jordán resolvió declararse incompetente y remitir el proceso a la Justicia Militar. En octubre de 1980, la investigación continuó practicándose en la 3a. Fiscalía Militar de Santiago, con el rol 78 80. Durante la tramitación de la causa en este Tribunal Militar nada nuevo se agregó ni investigó, el 3 de febrero de 1982 el Fiscal cerró el sumario y dictaminó solicitando al Juez Militar que dictara sobreseimiento temporal.

## Informe Rettig
Familiares de Albano Fioraso Chau presentaron su testimonio ante la Comisión Rettig, Comisión de Verdad que tuvo la misión de calificar casos de detenidos desaparecidos y ejecutados durante la dictadura. Sobre el caso de Albano Fioraso Chau, el Informe Rettig señaló que:

“El 17 de junio de 1974 Carabineros de la 9.ª Comisaría de Santiago detuvieron en la vía pública a Albano Agustín FIORASO CHAU, aparentemente vinculado al MIR. Junto con él fue detenida otra persona quien más tarde fue puesta en libertad.

La víctima fue llevada por sus captores al recinto de la 9.ª Comisaría y a partir de entonces no se ha vuelto a tener noticias suyas.
Consultadas por los tribunales, las autoridades negaron reiteradamente la detención. Sin embargo, en enero de 1975, el Ministerio del Interior informó a la Corte de Apelaciones que la víctima fue detenida por Carabineros, pero que había sido puesta en libertad.
Por su parte, según declara la familia, Carabineros de la 9.ª Comisaría les dijeron que el detenido había sido entregado por ellos al Servicio de Inteligencia Militar.

Los antecedentes resumidos crean en la Comisión la convicción de que Albano Fioraso desapareció por la acción de agentes del Estado, en violación de sus derechos humanos, aunque no le es posible atribuir este hecho un organismo determinado”.

## Proceso judicial en democracia
El caso de Albano Fioraso Chau está siendo investigado por el Poder Judicial chileno. El caso todavía no tiene sentencia definitiva en primera instancia.

## Memoria
En la comuna de Independencia, el 11 de septiembre del 2014 con la presencia de la Presidenta Michelle Bachelet y del alcalde Gonzalo Durán, se realizó una ceremonia en reconocimiento a la memoria de María Teresa Eltit, Albano Fioraso y Alfonso Chanfreau, ex estudiantes del Liceo Gabriela Mistral, secuestrados y desaparecidos en 1974 por la dictadura militar. En el acto organizado por sus antiguos compañeros, estuvieron presentes miembros de agrupaciones de derechos humanos y gran parte de la comunidad educativa del Liceo Gabriela Mistral. Luego del acto se inauguró un memorial en el patio del Liceo que recuerda a sus tres exalumnos.